# Denis Kozlovss
Denis Kozlovss (ur. 28 listopada 1983) – łotewski judoka.
Największym sukcesem zawodnika jest brązowy medal mistrzostw Europy w 2009 roku w Tbilisi w kategorii do 66 kg.